# Alma (Nebraska)
Alma je grad u američkoj saveznoj državi Nebraska. Prema popisu stanovništva iz 2010. u njemu je živjelo 1,133 stanovnika.